# The EdHuntour
The Ed Hunter Tour var Iron Maidens återföreningsturné med Bruce Dickinson och Adrian Smith 1999. 
Turnén fick sitt namn av det kombinerade Iron Maiden-datorspelet och samlingsalbumet Ed Hunter. Eftersom Janick Gers stannade kvar i bandet blev det Iron Maidens första turné som ett sexmannaband, med tre gitarrister. 
I och med att bandet nu hade tre gitarrister gav det ett delvis nytt sound. Tack vare återföreningen med Bruce Dickinson och Adrian Smith fick bandet mycket stor uppmärksamhet i media och förnyat intresse hos publiken, vilket inledde bandets nya storhetstid efter millenniumskiftet. 
Turnépremiären var i Kanada den 11 juli 1999 och turnéavslutningen var i Aten den 1 oktober samma år. Med Iron Maiden-mått var det en kort turné på bara 28 konserter. Adrian Smith tvingades avstå tre konserter i början av turnén eftersom hans pappa gick bort. Av den anledningen ströks Stranger in a Strange Land försvinna från låtlistan eftersom Janick Gers inte kunde hinna lära sig Adrian Smiths delar av låten. Låten togs inte tillbaka när Smith återvände, eftersom bandet ansåg att låtlistan flöt på bättre utan den. Tre konserter på den amerikanska västkusten fick ställas in eftersom Dave Murray bröt ett finger i en olycka på scenen i Los Angeles.

## Sverige
Den 17 september 1999 spelade Iron Maiden i Globen i Stockholm, och den 18 september spelade de i Scandinavium i Göteborg. Publiken i Scandinavium uppgick till 11 000, och publiken i Globen till 12 000 vilket var Iron Maidens dittills största publik i Sverige. En läktarbiljett kostade 305 kr.

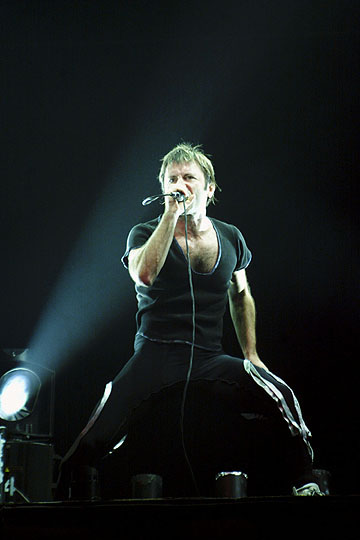
Sångaren Bruce Dickinson under turnén.

## Spellista
Intro: 
Hjärtslag + Transylvania (Iron Maiden, 1980) + Churchill's Speech (Winston Churchill 1940 / 1949)
1. Aces High (Powerslave, 1984)
2. Wrathchild (Killers,1981)
3. The Trooper (Piece of Mind, 1983)
4. 2 Minutes to Midnight (Powerslave, 1984)
5. The Clansman (Virtual XI, 1998)
6. Wasted Years (Somewhere In Time, 1986)
7. Killers (Killers,1981)
8. Futureal (Virtual XI, 1998)
9. Man On The Edge (The X Factor, 1995)
10. Powerslave (Powerslave, 1984)
11. Phantom of the Opera (Iron Maiden, 1980)
12. The Evil That Men Do (Seventh Son of a Seventh Son, 1988)
13. Fear of the Dark (Fear of the Dark 1992)
14. Iron Maiden (Iron Maiden, 1980)
15. The Number of the Beast (The Number of the Beast, 1982)
16. Hallowed Be Thy Name (The Number of the Beast, 1982)
17. Run to the Hills (The Number of the Beast, 1982)

### Variationer
Stranger in a Strange Land (Somewhere In Time, 1986)  Spelades endast under de första fem konserterna. 

## Banduppsättning
- Steve Harris - bas
- Bruce Dickinson - sång
- Janick Gers - gitarr
- Nicko McBrain - trummor
- Dave Murray - gitarr
- Adrian Smith - gitarr